# Zesh Rehman
Zeshan « Zesh » Rehman (ourdou : ذيشان رحمان) est un ancien footballeur international pakistanais possédant également la nationalité britannique, né le 14 octobre 1983 à Birmingham et évoluant au poste de défenseur central. Il est actuellement entraîneur des U18 et entraîneur adjoint par intérim au Portsmouth FC. Il a été le premier britannique d'Asie à avoir joué un match en Premier League et le premier joueur du monde à avoir joué dans les 4 divisions professionnelles de l'Angleterre. Il a également été le premier joueur pakistanais a évolué en Premier League.
Il a commencé sa carrière à Fulham, ensuite il a évolué à Brighton & Hove Albion, Norwich City, Queens Park Rangers, Blackpool et pour Bradford City en Angleterre. En dehors du football, il est connu pour être ambassadeur de diverses associations tel que Kick It Out réseau du football asiatique, Show Racism The Red Card une association antiraciste, et ses nombreuses apparitions sur BBC 1Xtra puis son blog pour Setanta Sports.
Rehman a marqué l'histoire du football pakistanais en évoluant en Premier League, et à avoir affronté successivement dans ses duels des joueurs comme Cristiano Ronaldo, Thierry Henry, Wayne Rooney et Didier Drogba. 

## Les débuts
Il est le fils de parents pakistanais, Khalid et Farah Rehman, possédant également la nationalité britannique.
Zeshan est né le 14 octobre 1983 à Birmingham. Étant enfant, à Birmingham, il a joué dans son équipe locale Kingshurst. Il jouait au beaucoup au football avec ses amis, dans les rues de Birmingham, il représentait également son école, son quartier. En 1995, à l'âge de 12 ans, il est remarqué par l'Académie de football de Fulham, auparavant il jouait en Sunday league football, avec l'équipe Kingshurt.

## Carrière pro en club

### Le sommet de sa carrière en Premier League (2003-2006)
D'abord il est prêté à Brighton par Fulham lors de la saison 2003-2004 où il marque 2 buts en 13 apparitions.
En avril 2004, à l'âge de 21 ans, Rehman fait ses débuts avec l'équipe première de Fulham à Anfield face à Liverpool. Très vite, il devient connu dans toute l'Angleterre et l'Asie vu ses excellentes prestations, il vaut alors plus de 20 millions de livres. Son jeu physique et athlétique très bon lui permet de jour en jour convaincre le club de Fulham. Il devient le premier d'origine sud-asiatique (pakistanaise) à jouer à un tel niveau, ensuite il reçoit le prix du meilleur joueur britannique d'Asie.
Il attire également les médias en menant des matchs de grand niveau face à des équipes comme Arsenal, Chelsea ou bien encore Aston Villa. Pour certains son style de défenseur faisait penser au grand Paolo Maldini. Avec Fulham il pouvait jouer très bien en tant que défenseur central, arrière droit et encore milieu défensif.
Au club de Fulham, il totalise 30 rencontres, dont 26 comme titulaire et a marqué un but en Carling Cup au stade du Craven Cottage.
À Fulham, les supporters ont retenu des grands moments de sa carrière, ses grands revers défensifs réussi contre des joueurs tels que Gabriel Agbonlahor, Thierry Henry, Didier Drogba, ou encore Alan Smith. Chris Coleman affirme de lui qu'il était un joueur très complet physiquement et psychiques, et que c'est une nouvelle et première légende du football pakistanais.

### Queens Park Rangers (2006-2009)
Rehman préfère quitter Fulham pour acquérir de l'expérience. Il effectue d'abord un petit prêt à Norwich City et signe le 8 août 2006 à Queens Park Rangers pour un contrat de 3 ans. Au QPR, Rehman devient un titulaire indiscutable en défense, dès lors sa première saison, il fait 27 apparitions en championnat et réussit à éviter la relégation. Le défenseur se blesse et est prêté à son ancien club Brighton où il n'arrive pas à faire remarquer son talent vu ses blessures très nombreuses et Blackpool décide de recruter le joueur en urgence pour l'utiliser en tant qu'attaquant de pointe.
Lors de la saison 2008-2009, QPR décide de le reprendre. Le jour de l'an 2008, il dépasse le cap des 50 matchs avec QPR sur une victoire 3 à 1 face à Leicester City.

### Bradford City (2009-2010)
Le 26 janvier 2009, il signe un contrat de 6 mois à Bradford City et devient alors le premier joueur du monde à avoir évolué dans les 4 divisions professionnelles du football anglais et Rehman déclare que pour lui c'est un événement historique. Il participe donc à la fin de saison 2008-2009 en disputant 17 matchs. Il s'adapte rapidement au club et devient un joueur clé de l'équipe puis la vedette des supporters. Il fait ses débuts à domicile contre Grimsby Town, match gagné 2 à 0. En mars 2009, il a reçu des convocations pour participer aux qualifications de la Coupe d'Asie 2011 avec le Pakistan, mais il a tout de même continué à jouer avec Bradford. Stuart McCall a affirmé que Rehman ne gagnera pas le salaire qu'il avait à Fulham ou à Queen's Park Rangers, mais qu'il apportera du succès à l'équipe avec son expérience. Il est nommé capitaine de l'équipe au début de la saison 2009-2010.

### Muang Thong United
En décembre 2010, Rehman quitte Bradford City pour le club thaïlandais de Muang Thong United FC et signe pour une durée de deux saisons.

## Carrière internationale
Les médias annoncent très vite qu'il sera le premier asiatique à représenter l'Angleterre, car Rehman a joué pour les moins de 17 ans, 19 ans et les espoirs anglais. Pour l'équipe nationale A, il choisit définitivement qu'il choisit le Pakistan, vu qu'une place de titulaire en équipe d'Angleterre serait beaucoup plus dur pour Zeshan Rehman. La fédération de football du Pakistan (PFF) est alors très heureuse d'accueillir un joueur d'expérience de Premier League.
Le 7 décembre 2005, à son arrivée à l'aéroport de Karachi, les médias ont été même plus nombreux que pour le cricket, on estime environ plus de 5000 chaînes de télévision et radios différentes.
Cela a également eu de grandes conséquences sur l'affluence du stade de Karachi, plus de 30 000 supporters sont venus pour voir la première légende du football pakistanais et le nouveau capitaine de l'équipe, et également sur le niveau de l'équipe elle réussit à finir 3e du championnat SAFF (la coupe d'Asie du Sud) en gagnant la petite finale sur le score de 1 à 0 face aux Maldives.
Dans ce court espace, il a encouragé les enfants du Pakistan à jouer au football et a contribué au Pakistan sur la scène internationale.
Le 28 octobre 2007, Rehman et ses coéquipiers réussissent à arracher un nul 0 à 0 face au Champion d'Asie 2007, l'Irak.
Les résultats s'améliorent mais l'équipe ne parvient pas à se qualifier pour des grandes compétitions et cela reste encore beaucoup à travailler.

## Profil du joueur
Si Zeshan Rehman est reconnu comme l'un des meilleurs défenseurs et joueur de l'histoire du Pakistan, c'est parce qu'il est sans doute le premier représentant du Pakistan d'un nouveau type de défenseur évoluant à un très grand niveau européen. Avant lui, aucun joueur sud-asiatique et pakistanais n'est arrivé à ce niveau-là. Sens du placement, bon jeu de passe et de relance, il préfère rester debout pour essayer de contenir l'attaquant plutôt que de tacler systématiquement. Défenseur rugueux et obstiné, il ose mettre la tête là où d'autres ne mettraient pas le pied. Cet engagement de tous les instants et ses talents de meneur d'hommes en font un joueur incontournable du Pakistan et de Bradford City, dont il est d'ailleurs le capitaine. Il est l'un des plus grands symboles du football pakistanais.

## Palmarès
- 3e du Championnat SAFF (Coupe d'Asie du Sud) en gagnant la petite finale avec le Pakistan.